# 孫憲
孫 憲（そん けん、? - 256年）は、中国三国時代の呉の武将。孫慮とも。曾祖父は孫静。祖父は孫暠。伯父は孫綽。叔父は孫恭。従兄弟は孫峻・孫綝・孫拠・孫恩・孫幹・孫闓。

## 生涯
孫亮が皇帝の時代に孫峻が諸葛恪を誅殺して権力を握ると、孫憲は孫峻に協力したことから、孫峻に厚遇されて右将軍・無難督まで昇進し、節と蓋とを授けられて中央の九つの役所の総括を任せられていたが、孫峻が死んで孫綝が権力を握るとないがしろにされたので、ひそかに孫綝誅殺を考えるようになった。
太平元年（256年）9月、孫峻が急死すると、孫綝が権力を握ったため、呂拠・滕胤が孫綝を討とうと計った。孫綝は詔書で文欽・劉纂・唐咨らに呂拠を捕えるように命じ、さらに10月、孫憲・丁奉・施寛らを遣って、水軍でもって呂拠を江都で迎え討ち、また将軍の劉丞を遣って、歩兵と騎兵を率いて滕胤を攻めさせた。滕胤の軍勢は破れて滕胤は殺され、呂拠は捕えられて自殺した。
同年11月、孫憲は将軍の王惇と共に孫綝誅殺を企てたが、計画は漏れて王惇は殺され、孫憲は自殺させられた。